# Elecciones municipales de la Ciudad de Guatemala de 2023
Las elecciones municipales de la ciudad de Guatemala de 2023 se llevaron a cabo el domingo 25 de junio de 2023 para elegir al Alcalde y al Concejo Municipal de la ciudad de Guatemala. La elección se celebró simultáneamente con las elecciones presidenciales, legislativas, municipales y al Parlamento Centroamericano.
El alcalde Ricardo Quiñónez Lemus del Partido Unionista se postuló y ganó la reelección.
Los resultados preliminares indicaron que Quiñónez era el presunto ganador de la elección, aunque por menos de mil votos. Varios partidos políticos alegaron «irregularidades» y pidieron al Tribunal Supremo Electoral que se realizara un recuento manual. La Corte de Constitucionalidad otorgó un amparo para que se realizara una revisión de actas, luego de revisada esta la diferencia se redujo a 423 votos, pero Quiñónez siguió manteniendo la ventaja por lo que el 17 de julio se oficializó el resultado de la elección.

## Sistema electoral
El gobierno de los municipios de Guatemala está a cargo de un Concejo Municipal, de conformidad con el artículo 254 de la Constitución Política de la República de Guatemala, que establece que «el gobierno municipal será ejercido por un concejo municipal». El concejo municipal se integra de conformidad con lo que establece la Constitución en su artículo 254, es decir «por un concejo el cual se integra con el alcalde, los síndicos y concejales, electos directamente por sufragio universal y secreto para un período de cuatro años, pudiendo ser reelectos». Al respecto, el código municipal en el artículo 9 establece «que se integra por el alcalde, los síndicos y los concejales, todos electos directa y popularmente en cada municipio de conformidad con la ley de la materia».
Para las elecciones municipales, los partidos políticos y los comités cívicos deben presentar una planilla con candidaturas para integrar el concejo municipal, es decir, alcalde, síndicos y concejales. La Ley Electoral y de Partidos Políticos establece dos sistemas para la elección del concejo municipal:
- el alcalde y los síndicos serán electos por mayoría relativa
- los concejales serán electos por el sistema de representación proporcional de minorías

En este caso, el Concejo Municipal de Guatemala está integrado por el alcalde y: 
- tres síndicos titulares y un suplente,
- diez concejales titulares y cuatro suplentes

Si el alcalde se ausenta de su cargo, el puesto será asumido por el concejal primero, y en caso de que este también se ausente, el cargo pasará al siguiente en orden de precedencia, y así sucesivamente.

## Composición actual
El siguiente listado muestra a la composición del concejo municipal de Guatemala, electo para el período correspondiente al 15 de enero de 2020 al 15 de enero de 2024.
| Alcalde           | Ricardo Quiñónez Lemus            |  | Partido Unionista              |  |  |  |
| Síndico primero   | Carlos Alejandro Soberanis Toledo |  | Partido Unionista              |  |  |  |
| Síndico segundo   | María Elena Cruz Urrutia          |  | Partido Unionista              |  |  |  |
| Síndico tercero   | Jaime Castillo Castellanos        |  | Partido Unionista              |  |  |  |
| Concejal primero  | Víctor Martínez Ruiz              |  | Partido Unionista              |  |  |  |
| Concejal segundo  | Alessandra Gallio Abud            |  | Partido Unionista              |  |  |  |
| Concejal tercero  | Roberto René Aldana Álvarez       |  | Partido Unionista              |  |  |  |
| Concejal cuarto   | Luis Germán Pineda Castellán      |  | Partido Unionista              |  |  |  |
| Concejal quinto   | Alejandra María Paiz Samayoa      |  | Partido Unionista              |  |  |  |
| Concejal sexto    | Richard Lee Abularach             |  | Compromiso, Renovación y Orden |  |  |  |
| Concejal séptimo  | Pablo Poroj Gómez                 |  | Compromiso, Renovación y Orden |  |  |  |
| Concejal octavo   | José Pablo Mendoza Franco         |  | Compromiso, Renovación y Orden |  |  |  |
| Concejal noveno   | María Tatiana Acuña Orellana      |  | Compromiso, Renovación y Orden |  |  |  |
| Concejal décimo   | Vilma Lyli Caravantes Tobías      |  | Movimiento Semilla             |  |  |  |
|                   |                                   |  |                                |  |  |  |
| Síndico suplente  | Marco Antonio Palacios López      |  | Partido Unionista              |  |  |  |
| Concejal suplente | Adriana Regina Palmeri            |  | Partido Unionista              |  |  |  |
| Concejal suplente | Argelia Gordillo Martínez         |  | Partido Unionista              |  |  |  |
| Concejal suplente | Ismail Salomón Pineda             |  | Compromiso, Renovación y Orden |  |  |  |
| Concejal suplente | Julio César Loarca Zea            |  | Compromiso, Renovación y Orden |  |  |  |

## Postulaciones

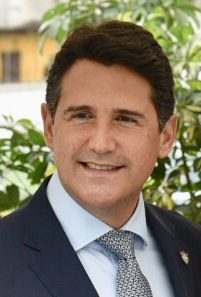
El alcalde Quiñónez en 2018.

A finales de 2022, los partidos políticos comenzaron con las nominaciones de candidatos a cargos de elección popular. El 6 de noviembre, Carlos Sandoval de Todos anunció su postulación como precandidato, siendo el primer nominado para la alcaldía de la Ciudad. Sandoval fue vocero municipal durante el mandato de Álvaro Arzú y fue candidato a diputado por el Partido Unionista en dos ocasiones, también ocupó brevemente algunos cargos durante el primer año del gobierno de Alejandro Giammattei.

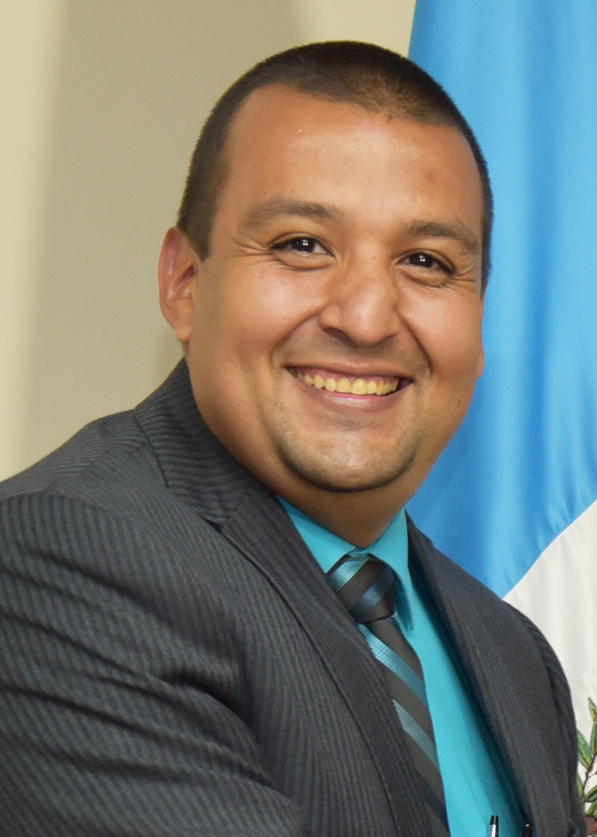
Juan Francisco Solórzano Foppa, precandidato de Semilla, URNG y Winaq.

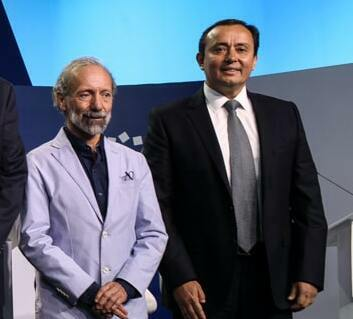
Álvaro Véliz (izq.) y Roberto González (der.) en 2019.

El 9 de diciembre, el alcalde Ricardo Quiñónez Lemus del Partido Unionista anunció su intención de presentarse a la reelección por la coalición Valor–Unionista. Dos días después, el Partido Azul nominó como precandidato al exdiputado Jean Paul Briere. El 18 de diciembre, la Unidad Nacional de la Esperanza proclamó a Antonio «Tono» Coro, exalcalde de Santa Catarina Pinula, Coro fue candidato a la alcaldía de la Capital en 2015 por el partido extinto Libertad Democrática Renovada y enfrentó un juicio por presunta mala gestión en el marco del caso Cabray II.
A pesar de varios rumores de una coalición presidencial entre Movimiento Semilla, la Unidad Revolucionaria Nacional Guatemalteca y el Movimiento Político Winaq, esta se consolidó únicamente a nivel municipal. Los tres partidos nominaron como su precandidato a Juan Francisco Solórzano Foppa, exjefe de la Superintendencia de Administración Tributaria (SAT), la coalición lleva el nombre «Foppa por la Ciudad». Solórzano había intentado formar un comité cívico para presentarse a la alcaldía para las elecciones de 2019, pero quedó fuera de las elecciones en ese año por presentar su documentación fuera del plazo establecido, también enfrentaba un juicio por cometer presuntas irregularidades durante la formación de un partido político. Solórzano quedó ligado a proceso, por lo tanto, a criterio del Tribunal Supremo Electoral no era elegible para ser inscrito como candidato y el 7 de abril de 2023, quedó fuera de la contienda. A pesar de que el Tribunal Supremo Electoral  rechazó la candidatura de Solórzano y la declaró vacante, su planilla logró inscribirse, lo que llevó a que la candidatura recayera extraoficialmente en Verónica Molina Lee, quien posteriormente renunció a su nominación como candidata a concejal primera. Luego, el 17 de abril, la coalición «Foppa por la Ciudad» presentó a la arquitecta y urbanista Ninotchka Matute, la candidata a concejal segunda, como candidata a alcaldesa.
En enero de 2023, el partido oficialista Vamos postuló a Mario Méndez Montenegro, exministro de Agricultura, Ganadería y Alimentación durante el gobierno de Jimmy Morales, mientras que Podemos postuló a Sebastián «Tian» Arzú, hijo de Roberto Arzú y nieto del presidente y alcalde Álvaro Arzú.
En febrero de 2023, otros partidos políticos postularon a sus nominados entre ellos, Ofelia Rodríguez del partido Victoria, Rodríguez fue candidata a alcaldesa en la elección anterior por el partido Libre y obtuvo el 1.14% de los votos. Carlos Cerezo Blandón, hijo del expresidente Vinicio Cerezo fue nominado por Bienestar Nacional. Cerezo había intentado postularse como candidato presidencial independiente en 2019 pero su candidatura fue rechazada por el TSE. El presentador de televisión, cineasta Luis Alfonso García también conocido como «Luis Garistú» se presentó de nuevo a las elecciones por el Partido Político Nosotros (PPN), García fue candidato en 2019 por el partido Fuerza, mientras que el director de Teletón Guatemala Juan Carlos Eggenberger se postuló por el Partido de Avanzada Nacional (PAN), Eggenberger fue precandidato presidencial en 2019 por Visión con Valores (VIVA) pero se retiró luego de que fuera denunciado por presuntamente cometer violencia intrafamiliar siendo reemplazado por Isaac Farchi. El locutor, comentarista deportivo y aficionado del CSD Municipal Marlon Puente «Pirulo» fue presentado como el candidato de Cambio, agrupación creada por la familia Baldizón.
En ese mismo mes, Compromiso, Renovación y Orden (CREO) presentó nuevamente a Roberto González Díaz-Durán. González fue ministro de Energía y Minas y concejal quinto de la Municipalidad de Guatemala, también fue candidato a alcalde por la Gran Alianza Nacional (GANA) en 2008, por CREO en 2011 y 2019, en las tres ocasiones quedó en segundo lugar; también fue candidato presidencial por la coalición CREO–Unionista en 2015. Sin embargo, González hizo una alianza con el arquitecto Álvaro Véliz, quien se presentó como candidato a síndico primero en la planilla postulada por CREO. Véliz fue candidato a alcalde en 2019 por Movimiento Semilla y obtuvo el tercer lugar con el 9.67% de los votos y un concejal. La incorporación de Véliz fue sorpresiva, ya que se esperaba que compitiera de nuevo.
Otros candidatos fueron postulados como el ingeniero Roberto Peralta de Visión con Valores (VIVA), el futbolista retirado Mario Rafael Rodríguez «El Loco» del Frente de Convergencia Nacional, Antonio Robles por Prosperidad Ciudadana, Geovany Noriega, exviceministro durante el gobierno de Jimmy Morales por el Partido Republicano, Gilder Guzmán por el Movimiento para la Liberación de los Pueblos (Guzmán fue candidato a diputado por el MLP por el Distrito Central en 2019), el abogado Erasmo Epifanio Coronado por Cabal, Armando Soto por Unión Republicana, Noé Solares, excandidato a alcalde en 2019 por el Partido Productividad y Trabajo, por el Partido Humanista de Guatemala y el ingeniero Luis Fernando Morán por el Partido de Integración Nacional. El partido Mi Familia nominó a Bayron Daniel Patzán Archila pero quedó fuera de la elección y su candidatura pasó extraoficialmente en Vinicio Guerra, candidato a concejal primero. El 10 de abril, el TSE inscribió al Comité Cívico «La Gota de Agua» liderado por el abogado y exdiputado Julio Enrique Dougherty Liekens. Dicho comité cívico es el primero en participar desde la elección municipal de 2011. 
Otros partidos como Voluntad, Oportunidad y Solidaridad y Comunidad Elefante no presentaron candidato.
El 19 de mayo, la Sala de lo Contencioso Administrativo aceptó un recurso legal interpuesto contra el partido Prosperidad Ciudadana y suspendió casi todas las postulaciones del partido, incluido el binomio presidencial y la planilla municipal para la Ciudad de Guatemala.

## Partidos y candidatos
| Partido | Partido      | Candidato | Candidato                | Información personal / Cargos ocupados                                                  | Resultado previo | Resultado previo |
| Partido | Partido      | Candidato | Candidato                | Información personal / Cargos ocupados                                                  | Votos (%)        |                  |
| ------- | ------------ | --------- | ------------------------ | --------------------------------------------------------------------------------------- | ---------------- | ---------------- |
|         |              |           | Ricardo Quiñónez         | Alcalde de Guatemala (desde 2018) Concejal primero de Guatemala (2008–2018)             | —                |                  |
|         |              | 38.31%    | Ricardo Quiñónez         | Alcalde de Guatemala (desde 2018) Concejal primero de Guatemala (2008–2018)             |                  |                  |
|         |              |           | Roberto González         | Concejal quinto de Guatemala (2004–2007) Ministro de Energía y Minas (2004–2005)        | 34.87%           |                  |
|         |              |           | Ninotchka Matute¹        | Candidata a concejal segunda (2023) Arquitecta y urbanista                              | 9.67%            |                  |
|         |              | —         | Ninotchka Matute¹        | Candidata a concejal segunda (2023) Arquitecta y urbanista                              |                  |                  |
|         |              | —         | Ninotchka Matute¹        | Candidata a concejal segunda (2023) Arquitecta y urbanista                              |                  |                  |
|         |              |           | Roberto Peralta          | Ingeniero                                                                               | 2.43%            |                  |
|         |              |           | Mario Méndez Montenegro  | Ministro de Agricultura, Ganadería y Alimentación (2016–2020)                           | 2.17%            |                  |
|         |              |           | Noé Solares              | Candidato a alcalde, partido PPT (2019)                                                 | 1.78%            |                  |
|         |              |           | Antonio Coro             | Candidato a alcalde, partido LIDER (2015) Alcalde de Santa Catarina Pinula (2000–2015)  | 1.60%            |                  |
|         |              |           | Carlos Sandoval          | Viceministro de Deportes (2020) Secretario de la SCSPR (2020)                           | 0.70%            |                  |
|         |              |           | Mario Rodríguez          | Futbolista retirado                                                                     | 0.47%            |                  |
|         |              |           | Ofelia Rodríguez         | Candidata a alcaldesa, partido Libre (2019)                                             | 0.45%            |                  |
|         |              |           | Carlos Cerezo            | Precandidato presidencial, independiente (2019) Hijo de Vinicio Cerezo y Raquel Blandón | 0.34%            |                  |
|         | Azul         |           | Jean Paul Briere         | Diputado del Congreso (2012–2020)                                                       | —                |                  |
|         | PR           |           | Geovany Noriega          | Viceministro de Cultura (2019–2020) Viceministro de Previsión Social (2018–2019)        | —                |                  |
|         |              |           | Sebastián Arzú           | Hijo de Roberto Arzú                                                                    | —                |                  |
|         |              |           | Gilder Guzmán            | Candidato a diputado por el Distrito Central, MLP (2019)                                | —                |                  |
|         | Cambio       |           | Marlon Puente            | Locutor y comentarista deportivo                                                        | —                |                  |
|         | UR           |           | Armando Soto             |                                                                                         | —                |                  |
|         |              |           | Juan Carlos Eggenberger  | Director de Teletón Guatemala                                                           | —                |                  |
|         |              |           | Erasmo Epifanio Coronado | Abogado                                                                                 | —                |                  |
|         | PIN          |           | Luis Fernando Morán      | Ingeniero en gestión de riesgos                                                         | —                |                  |
|         |              |           | Luis García              | Candidato a alcalde, partido Fuerza (2019) Conductor de televisión y cineasta           | —                |                  |
|         | MF           |           | Vinicio Guerra²          | Candidato a concejal primero (2023)                                                     | —                |                  |
|         | Gota de Agua |           | Julio Dougherty          | Diputado del Congreso (1992–1996) Concejal quinto de Guatemala (1986–1991)              | —                |                  |
|         | PODER        |           | Alberto Valladares       | Candidato a alcalde, partido UCN (2019)                                                 | —                |                  |

- ¹ El precandidato a alcalde de la coalición Semilla–URNG-MAIZ–Winaq era Juan Francisco Solórzano Foppa pero quedó fuera de la elección por problemas legales, aunque su planilla sí fue inscrita, por lo que la candidatura a alcalde recae extraoficialmente en la candidata a concejal segunda, en este caso, Ninotchka Matute.[11]
- ² El precandidato a alcalde del partido Mi Familia era Bayron Daniel Patzán Archila pero quedó fuera de la elección, aunque su planilla sí fue inscrita, por lo que la candidatura a alcalde recae extraoficialmente en Orol Vinicio Guerra Lorenzana, el candidato a concejal primero.[18]

### Candidaturas declinadas
El siguiente listado muestra a los partidos políticos que no presentaron una candidatura municipal.
- Partido Popular Guatemalteco
- Comunidad Elefante
- Voluntad, Oportunidad y Solidaridad

## Índices de popularidad de Ricardo Quiñónez

### Aprobación de Ricardo Quiñónez
| Encuestadora | Fecha | Muestra | Ricardo Quiñónez Lemus (Unionista) | Ricardo Quiñónez Lemus (Unionista) | Ricardo Quiñónez Lemus (Unionista) | Ricardo Quiñónez Lemus (Unionista) |       |       |      |
| Encuestadora | Fecha | Muestra | Sí                                 | No                                 | NS                                 |                                    |       |       |      |
| ------------ | ----- | ------- | ---------------------------------- | ---------------------------------- | ---------------------------------- | ---------------------------------- | ----- | ----- | ---- |
| Encuestadora | Fecha | Muestra | C&E Research                       | 9 de mayo de 2023                  | NS                                 | 1.000                              | 27.0% | 70.0% | 2.0% |
| Encuestadora | Fecha | Muestra | C&E Research                       | 14 Feb 2023                        | 2.000                              | 36.0%                              | 56.0% | 8.0%  |      |

### Reelección de Ricardo Quiñónez
| Encuestadora | Fecha | Muestra | Ricardo Quiñónez Lemus (Unionista) | Ricardo Quiñónez Lemus (Unionista) | Ricardo Quiñónez Lemus (Unionista) | Ricardo Quiñónez Lemus (Unionista) |       |       |      |
| Encuestadora | Fecha | Muestra | Sí                                 | No                                 | NS                                 |                                    |       |       |      |
| ------------ | ----- | ------- | ---------------------------------- | ---------------------------------- | ---------------------------------- | ---------------------------------- | ----- | ----- | ---- |
| Encuestadora | Fecha | Muestra | C&E Research                       | 9 de mayo de 2023                  | NS                                 | 1.000                              | 24.0% | 71.0% | 5.0% |
| Encuestadora | Fecha | Muestra | C&E Research                       | 14 Feb 2023                        | 2.000                              | 22.0%                              | 69.0% | 8.0%  |      |

## Encuestas

### Encuestas
|                                |                       |       |      |       |       |       |      |      |       |      |       |       |  |  |  |  |
| Elecciones municipales de 2023 | 25 de junio de 2023   | —     | 4.3% | 7.5%  | 18.0% | 24.5% | 2.1% | 1.4% | 24.6% | 3.8% |       | —     |  |  |  |  |
|                                |                       |       |      |       |       |       |      |      |       |      |       |       |  |  |  |  |
| Demoscopia Digital             | 19–22 may. 2023       | 708   | 4.0% | 8.3%  | 0.3%  | 24.6% | 2.0% | 0.2% | 43.8% | 4.7% | 2.9%  | 9.2%  |  |  |  |  |
| Grupo Impacto 360              | 17–20 de mayo de 2023 | 900   | 4.2% | 16.8% | —     | 17.5% | —    | 6.2% | 37.2% | —    | 6.2%  | 11.4% |  |  |  |  |
| Polianalítica                  | 15–16 de mayo de 2023 | 700   | 6.8% | 13.6% | —     | 11.8% | 4.8% | 4.7% | 37.4% | 2.9% | 7.4%  | 10.6% |  |  |  |  |
| Andes Consulting               | 16 may. 2023          | 2.000 | 4.2% | 12.0% | —     | 25.0% | 3.2% | 6.2% | 23.5% | 2.8% | 12.6% | 10.5% |  |  |  |  |
| Con Datos                      | 15 may. 2023          | 650   | 6.4% | 9.0%  | 5.2%  | 26.7% | 5.5% | 5.0% | 22.1% | 4.7% | 10.6% | 4.8%  |  |  |  |  |
| C&E Research                   | 9 de mayo de 2023     | 1.000 | 7.0% | 5.0%  | 5.0%  | 21.0% | 2.0% | 2.0% | 22.0% | 1.0% | 5.0%  | 30.0% |  |  |  |  |
| C&E Research                   | 9 de mayo de 2023     | 1.000 | —    | —     | —     | 37.0% | —    | —    | 25.0% | —    | —     | 38.0% |  |  |  |  |
| Consultora Demoscopia, S.A.    | 19–21 Abr 2023        | 713   | —    | 6.2%  | —     | 20.6% | —    | —    | 43.2% | 1.8% | 7.0%  | 20.3% |  |  |  |  |
| Consultora Demoscopia, S.A.    | 19–21 Abr 2023        | 713   | —    | —     | —     | 21.2% | —    | —    | 41.1% | 1.5% | 14.1% | 22.1% |  |  |  |  |
| Demoscopia Digital             | 15–16 Abr 2023        | 800   | 5.0% | 13.2% | —     | 7.4%  | 3.6% | 5.9% | 32.7% | 3.8% | 7.8%  | 20.6% |  |  |  |  |
| Massive Caller                 | Abr 2023              | 600   | 3.4% | 4.7%  | 13.0% | 12.3% | 3.0% | 5.4% | 31.0% | 3.2% | 24.0% | —     |  |  |  |  |
| Polianalítica                  | 17–18 Mar 2023        | 700   | 1.5% | 9.2%  | 12.7% | 7.6%  | 4.5% | 3.6% | 29.6% | 2.6% | 12.8% | 15.9% |  |  |  |  |
| Demoscopia Digital             | 12 Feb 2023           | —     | 2.9% | 9.5%  | 11.8% | 4.8%  | 4.7% | 2.6% | 27.1% | 2.0% | 6.2%  | 28.2% |  |  |  |  |
| Massive Caller                 | 6 Feb 2023            | 600   | —    | 7.1%  | 13.8% | 6.1%  | 3.9% | —    | 25.4% | 3.2% | 6.7%  | 33.8% |  |  |  |  |
| C&E Research                   | 28 Sep 2022           | 600   | —    | —     | —     | 33.0% | —    | —    | 39.0% | 6.0% | 22.0% | —     |  |  |  |  |

### Candidato menos preferido
| Encuestadora | Fecha | Muestra | S. Arzú Podemos | Coro UNE          | Eggenberger PAN | González CREO | Matute Semilla–Winaq–URNG | Méndez Vamos | Puente Cambio | Quiñónez Unionista–Valor | Sandoval Todos | Otros | Ninguno |       |       |      |      |       |
| ------------ | ----- | ------- | --------------- | ----------------- | --------------- | ------------- | ------------------------- | ------------ | ------------- | ------------------------ | -------------- | ----- | ------- | ----- | ----- | ---- | ---- | ----- |
| Encuestadora | Fecha | Muestra | C&E Research    | 9 de mayo de 2023 | 1.000           | 10.0%         | 5.0%                      | 2.0%         | 5.0%          | 1.0%                     | 1.0%           | Otros | Ninguno | 23.0% | 28.0% | 1.0% | 4.0% | 22.0% |

## Resultados
De acuerdo a lo oficializado por la Junta Electoral del Distrito Central los resultados fueron los siguientes:
|  | 24.59 % |

|  | 24.49 % |

|  | 17.96 % |

|  | 7.45 % |

|  | 4.25 % |

|  | 3.78 % |

|  | 2.72 % |

|  | 2.13 % |

|  | 1.86 % |

|  | 1.83 % |

|  | 1.41 % |

|  | 1.28 % |

|  | 1.12 % |

|  | 1.01 % |

|  | 0.80 % |

|  | 0.53 % |

|  | 0.47 % |

|  | 0.40 % |

|  | 0.36 % |

|  | 0.35 % |

|  | 0.32 % |

|  | 0.31 % |

|  | 0.30 % |

|  | 0.26 % |

### Miembros electos del Concejo Municipal
El siguiente listado muestra a la composición del concejo municipal de Guatemala, electo para el período correspondiente al 15 de enero de 2024 al 15 de enero de 2028.
| Cargo            | Titular                            | Partido político | Partido político                |
| ---------------- | ---------------------------------- | ---------------- | ------------------------------- |
| Alcalde          | Ricardo Quiñónez Lemus             |                  | Valor-Unionista                 |
| Síndico primero  | Carlos Alejandro Soberanis Toledo  |                  | Valor-Unionista                 |
| Síndico segundo  | María Elena Cruz Urrutia           |                  | Valor-Unionista                 |
| Síndico tercero  | Alejandra María Paiz Samayoa       |                  | Valor-Unionista                 |
| Concejal primero | Víctor Manuel Martínez Ruiz        |                  | Valor-Unionista                 |
| Concejal segundo | Alessandra Gallio Abud             |                  | Valor-Unionista                 |
| Concejal tercero | Keving Roberto René Aldana Álvarez |                  | Valor-Unionista                 |
| Concejal cuarto  | Luis Germán Pineda Castellán       |                  | Valor-Unionista                 |
| Concejal quinto  | Richard Lee Abularach              |                  | Compromiso, Renovación y Orden  |
| Concejal sexto   | Alejandro Antonio Zelaya Andrade   |                  | Compromiso, Renovación y Orden  |
| Concejal séptimo | Ismail Salomón Pineda              |                  | Compromiso, Renovación y Orden  |
| Concejal octavo  | Ninotchka Matute Rodríguez         |                  | Semilla-URNG MAIZ-Winaq         |
| Concejal noveno  | Óscar Girón Salguero               |                  | Semilla-URNG MAIZ-Winaq         |
| Concejal décimo  | Javier Antonio Coro Figueroa       |                  | Unidad Nacional de la Esperanza |

## Votos registrados por Zona
|  | 22.86 % |

|  | 21.95 % |

|  | 25.19 % |

|  | 24.65 % |

|  | 24.29 % |

|  | 21.93 % |

|  | 24.16 % |

|  | 20.67 % |

|  | 21.18 % |

|  | 24.51 % |

|  | 19.69 % |

|  | 21.88 % |

|  | 16.21 % |

|  | 17.35 % |

|  | 18.70 % |

|  | 6.47 % |

|  | 6.62 % |

|  | 6.42 % |

|  | 7.84 % |

|  | 6.90 % |

|  | 4.38 % |

|  | 4.58 % |

|  | 4.30 % |

|  | 4.22 % |

|  | 4.17 % |

|  | 3.94 % |

|  | 3.65 % |

|  | 5.39 % |

|  | 5.89 % |

|  | 4.16 % |

|  | 2.49 % |

|  | 2.67 % |

|  | 2.13 % |

|  | 2.61 % |

|  | 2.78 % |

|  | 2.00 % |

|  | 2.04 % |

|  | 2.60 % |

|  | 2.01 % |

|  | 2.31 % |

|  | 1.42 % |

|  | 1.70 % |

|  | 2.93 % |

|  | 2.05 % |

|  | 1.63 % |

|  | 2.13 % |

|  | 1.89 % |

|  | 2.75 % |

|  | 2.39 % |

|  | 2.15 % |

|  | 1.57 % |

|  | 1.33 % |

|  | 1.79 % |

|  | 1.81 % |

|  | 1.55 % |

|  | 1.14 % |

|  | 1.24 % |

|  | 1.50 % |

|  | 1.26 % |

|  | 1.25 % |

|  | 1.11 % |

|  | 1.21 % |

|  | 1.34 % |

|  | 0.97 % |

|  | 0.99 % |

|  | 0.88 % |

|  | 1.02 % |

|  | 1.38 % |

|  | 1.34 % |

|  | 0.92 % |

|  | 0.72 % |

|  | 0.73 % |

|  | 1.26 % |

|  | 0.97 % |

|  | 0.67 % |

|  | 0.50 % |

|  | 0.47 % |

|  | 0.71 % |

|  | 0.57 % |

|  | 0.50 % |

|  | 0.60 % |

|  | 0.46 % |

|  | 0.61 % |

|  | 0.43 % |

|  | 0.38 % |

|  | 0.40 % |

|  | 0.33 % |

|  | 0.61 % |

|  | 0.48 % |

|  | 0.34 % |

|  | 0.37 % |

|  | 0.46 % |

|  | 0.31 % |

|  | 0.47 % |

|  | 0.36 % |

|  | 0.34 % |

|  | 0.52 % |

|  | 0.57 % |

|  | 0.36 % |

|  | 0.37 % |

|  | 0.31 % |

|  | 0.46 % |

|  | 0.42 % |

|  | 0.30 % |

|  | 0.25 % |

|  | 0.33 % |

|  | 0.25 % |

|  | 0.35 % |

|  | 0.23 % |

|  | 0.37 % |

|  | 0.33 % |

|  | 0.26 % |

|  | 0.29 % |

|  | 0.34 % |

|  | 0.28 % |

|  | 0.29 % |

|  | 0.26 % |

|  | 0.30 % |

|  | 0.27 % |

|  | 0.28 % |

|  | 21.67 % |

|  | 26.47 % |

|  | 17.46 % |

|  | 24.98 % |

|  | 32.18 % |

|  | 26.53 % |

|  | 27.34 % |

|  | 21.39 % |

|  | 16.08 % |

|  | 21.89 % |

|  | 17.79 % |

|  | 15.03 % |

|  | 31.08 % |

|  | 20.89 % |

|  | 16.28 % |

|  | 6.88 % |

|  | 6.86 % |

|  | 4.39 % |

|  | 5.77 % |

|  | 7.56 % |

|  | 4.29 % |

|  | 4.11 % |

|  | 6.86 % |

|  | 6.15 % |

|  | 4.59 % |

|  | 3.57 % |

|  | 3.24 % |

|  | 2.65 % |

|  | 3.69 % |

|  | 4.04 % |

|  | 2.38 % |

|  | 3.22 % |

|  | 2.10 % |

|  | 3.37 % |

|  | 3.33 % |

|  | 2.44 % |

|  | 2.01 % |

|  | 1.28 % |

|  | 1.99 % |

|  | 1.47 % |

|  | 2.12 % |

|  | 1.76 % |

|  | 2.10 % |

|  | 1.72 % |

|  | 1.40 % |

|  | 2.28 % |

|  | 1.27 % |

|  | 1.46 % |

|  | 1.51 % |

|  | 0.82 % |

|  | 1.98 % |

|  | 1.43 % |

|  | 2.01 % |

|  | 1.70 % |

|  | 0.95 % |

|  | 1.31 % |

|  | 1.03 % |

|  | 1.37 % |

|  | 1.18 % |

|  | 1.24 % |

|  | 1.09 % |

|  | 1.59 % |

|  | 1.37 % |

|  | 1.15 % |

|  | 0.93 % |

|  | 1.11 % |

|  | 1.01 % |

|  | 0.82 % |

|  | 1.03 % |

|  | 0.42 % |

|  | 0.89 % |

|  | 0.58 % |

|  | 1.28 % |

|  | 0.69 % |

|  | 0.63 % |

|  | 0.61 % |

|  | 0.63 % |

|  | 0.18 % |

|  | 0.47 % |

|  | 0.19 % |

|  | 0.59 % |

|  | 0.45 % |

|  | 0.46 % |

|  | 0.61 % |

|  | 0.38 % |

|  | 0.50 % |

|  | 0.38 % |

|  | 0.55 % |

|  | 0.35 % |

|  | 0.26 % |

|  | 0.28 % |

|  | 0.42 % |

|  | 0.18 % |

|  | 0.29 % |

|  | 0.28 % |

|  | 0.34 % |

|  | 0.36 % |

|  | 0.27 % |

|  | 0.34 % |

|  | 0.36 % |

|  | 0.29 % |

|  | 0.22 % |

|  | 0.18 % |

|  | 0.29 % |

|  | 0.26 % |

|  | 0.31 % |

|  | 0.31 % |

|  | 0.09 % |

|  | 0.74 % |

|  | 0.11 % |

|  | 0.46 % |

|  | 0.11 % |

|  | 0.27 % |

|  | 0.33 % |

|  | 0.17 % |

|  | 0.29 % |

|  | 0.20 % |

|  | 0.18 % |

|  | 0.25 % |

|  | 0.25 % |

|  | 25.19 % |

|  | 26.84 % |

|  | 27.57 % |

|  | 29.02 % |

|  | 25.96 % |

|  | 24.35 % |

|  | 24.44 % |

|  | 22.39 % |

|  | 21.79 % |

|  | 23.07 % |

|  | 19.83 % |

|  | 19.93 % |

|  | 23.27 % |

|  | 19.21 % |

|  | 19.61 % |

|  | 5.80 % |

|  | 5.32 % |

|  | 5.37 % |

|  | 5.71 % |

|  | 5.56 % |

|  | 4.31 % |

|  | 4.18 % |

|  | 4.02 % |

|  | 4.66 % |

|  | 5.05 % |

|  | 4.01 % |

|  | 3.55 % |

|  | 2.98 % |

|  | 3.29 % |

|  | 3.44 % |

|  | 2.71 % |

|  | 3.60 % |

|  | 2.45 % |

|  | 2.36 % |

|  | 2.21 % |

|  | 2.25 % |

|  | 1.84 % |

|  | 1.51 % |

|  | 2.06 % |

|  | 2.06 % |

|  | 1.76 % |

|  | 1.14 % |

|  | 1.95 % |

|  | 1.65 % |

|  | 1.99 % |

|  | 1.27 % |

|  | 1.00 % |

|  | 1.13 % |

|  | 1.23 % |

|  | 1.48 % |

|  | 1.05 % |

|  | 1.12 % |

|  | 0.66 % |

|  | 1.26 % |

|  | 1.30 % |

|  | 1.53 % |

|  | 1.79 % |

|  | 0.91 % |

|  | 1.19 % |

|  | 1.30 % |

|  | 1.24 % |

|  | 0.93 % |

|  | 1.44 % |

|  | 1.41 % |

|  | 1.57 % |

|  | 0.84 % |

|  | 0.58 % |

|  | 0.66 % |

|  | 0.95 % |

|  | 1.09 % |

|  | 0.71 % |

|  | 0.59 % |

|  | 0.97 % |

|  | 0.70 % |

|  | 0.78 % |

|  | 0.63 % |

|  | 0.71 % |

|  | 0.38 % |

|  | 0.72 % |

|  | 0.51 % |

|  | 0.47 % |

|  | 0.43 % |

|  | 0.57 % |

|  | 0.54 % |

|  | 0.67 % |

|  | 0.43 % |

|  | 0.25 % |

|  | 0.31 % |

|  | 0.44 % |

|  | 0.53 % |

|  | 0.25 % |

|  | 0.32 % |

|  | 0.38 % |

|  | 0.33 % |

|  | 0.26 % |

|  | 0.34 % |

|  | 0.35 % |

|  | 0.16 % |

|  | 0.29 % |

|  | 0.33 % |

|  | 0.36 % |

|  | 0.32 % |

|  | 0.28 % |

|  | 0.33 % |

|  | 0.48 % |

|  | 0.25 % |

|  | 0.28 % |

|  | 0.19 % |

|  | 0.18 % |

|  | 0.33 % |

|  | 0.17 % |

|  | 0.29 % |

|  | 0.19 % |

|  | 0.18 % |

|  | 0.28 % |

|  | 0.25 % |

|  | 0.20 % |

|  | 0.28 % |

|  | 0.26 % |

|  | 0.29 % |

|  | 32.27 % |

|  | 27.30 % |

|  | 18.81 % |

|  | 18.53 % |

|  | 18.91 % |

|  | 20.23 % |

|  | 25.18 % |

|  | 28.83 % |

|  | 29.80 % |

|  | 37.21 % |

|  | 13.90 % |

|  | 17.50 % |

|  | 14.88 % |

|  | 17.15 % |

|  | 14.15 % |

|  | 12.84 % |

|  | 7.31 % |

|  | 12.22 % |

|  | 8.30 % |

|  | 6.85 % |

|  | 4.40 % |

|  | 3.82 % |

|  | 3.76 % |

|  | 4.11 % |

|  | 3.70 % |

|  | 2.63 % |

|  | 3.57 % |

|  | 3.45 % |

|  | 3.68 % |

|  | 2.85 % |

|  | 3.10 % |

|  | 2.99 % |

|  | 1.58 % |

|  | 2.17 % |

|  | 2.15 % |

|  | 1.42 % |

|  | 1.92 % |

|  | 2.18 % |

|  | 2.12 % |

|  | 2.30 % |

|  | 1.68 % |

|  | 1.51 % |

|  | 2.04 % |

|  | 2.24 % |

|  | 1.97 % |

|  | 0.94 % |

|  | 1.04 % |

|  | 2.38 % |

|  | 2.44 % |

|  | 1.91 % |

|  | 0.96 % |

|  | 1.08 % |

|  | 1.27 % |

|  | 1.34 % |

|  | 1.27 % |

|  | 1.03 % |

|  | 1.55 % |

|  | 1.24 % |

|  | 1.21 % |

|  | 0.94 % |

|  | 0.84 % |

|  | 0.98 % |

|  | 1.47 % |

|  | 1.07 % |

|  | 1.42 % |

|  | 0.80 % |

|  | 1.04 % |

|  | 1.50 % |

|  | 1.15 % |

|  | 0.88 % |

|  | 0.70 % |

|  | 0.66 % |

|  | 1.05 % |

|  | 0.84 % |

|  | 0.73 % |

|  | 0.37 % |

|  | 0.40 % |

|  | 0.54 % |

|  | 0.53 % |

|  | 0.52 % |

|  | 0.23 % |

|  | 0.35 % |

|  | 0.37 % |

|  | 0.34 % |

|  | 0.21 % |

|  | 0.25 % |

|  | 0.27 % |

|  | 0.25 % |

|  | 0.45 % |

|  | 0.42 % |

|  | 0.20 % |

|  | 0.40 % |

|  | 0.37 % |

|  | 0.65 % |

|  | 0.52 % |

|  | 0.34 % |

|  | 0.27 % |

|  | 0.37 % |

|  | 0.49 % |

|  | 0.15 % |

|  | 0.24 % |

|  | 0.20 % |

|  | 0.23 % |

|  | 0.36 % |

|  | 0.24 % |

|  | 0.16 % |

|  | 0.26 % |

|  | 0.59 % |

|  | 0.51 % |

|  | 0.27 % |

|  | 0.16 % |

|  | 0.19 % |

|  | 0.25 % |

|  | 0.32 % |

|  | 0.24 % |

|  | 0.33 % |

|  | 0.21 % |

|  | 0.17 % |

|  | 0.21 % |

|  | 0.18 % |

|  | 13.31 % |

|  | 34.70 % |

|  | 25.68 % |

|  | 4.29 % |

|  | 4.91 % |

|  | 2.11 % |

|  | 2.11 % |

|  | 1.93 % |

|  | 1.62 % |

|  | 1.31 % |

|  | 1.24 % |

|  | 0.87 % |

|  | 1.00 % |

|  | 0.87 % |

|  | 1.00 % |

|  | 0.50 % |

|  | 0.19 % |

|  | 0.37 % |

|  | 0.81 % |

|  | 0.31 % |

|  | 0.31 % |

|  | 0.19 % |

|  | 0.06 % |

|  | 0.31 % |

## Controversias
Los resultados preliminares indicaron que el alcalde Ricardo Quiñónez era el presunto ganador de la elección, aunque por menos de mil votos equivalente a un 0.14% de diferencia del segundo lugar, Roberto González de CREO. Esa misma noche, González acusó al alcalde Quiñónez de cometer «fraude electoral», ya que según sus fiscales de CREO afirmaron que al momento del escrutinio, se desaparecieron varias actas y que fueron impugnados más de 900 votos. Poco después, Quiñónez publicó un video en sus redes sociales en el que se declaraba ganador de la elección. Al día siguiente, decenas de ciudadanos se manifestaron ante las instalaciones del Tribunal Supremo Electoral y también se sumaron a las acusaciones de fraude. Los fiscales de CREO creen que la Junta Electoral del Distrito Central no desarrolló de forma adecuada el conteo de votos, por lo que solicitaron formalmente un conteo manual de los votos. El candidato Carlos Sandoval de Todos respaldó las acusaciones de CREO y se unió a sus demandas.
La concejal electa Ninotchka Matute de la coalición «Foppa X la Ciudad» también pidió una solicitud para contar manualmente los votos. Uno de los fiscales de mesa de la coalición dijo que en algunas mesas electorales ni siquiera aparece contabilizado el voto de los fiscales de su alianza. El excandidato presidencial Roberto Arzú de Podemos afirmó en sus redes sociales que Quiñónez cometió un fraude. El partido VOS presentó un recurso de nulidad de adjudicación de cargos y un nuevo recuento, mientras que fiscales de varios partidos como Vamos, Cabal y Comunidad Elefante expresaron sus preocupaciones por las diversas denuncias de irregularidades y no descartaron sumarse a las solicitudes de recuento manual.
Por su parte, el Partido Unionista se defendió de las acusaciones, tachándolas de complot. El Partido Unionista anunció el fin de la alianza con el partido Valor, ya que este último partido también estaría de acuerdo con un recuento manual de los votos. El 29 de junio, la Junta Electoral del Distrito Central anunció que el proceso de adjudicación de cargos a nivel municipal quedó suspendido por las varias solicitudes presentadas por diversos partidos políticos y que el Tribunal Supremo Electoral deberá resolver la situación.
El 1 de julio varios fiscales de partidos políticos presentaron una acción de amparo en la Corte de Constitucionalidad en contra de juntas electorales para que realizaran un recuento de votos y revisión de actas, el amparo fue otorgado para que en el plazo de 5 días se realizara lo solicitado, razón por la cual todas las juntas electorales realizaron una nueva audiencia revisión de actas, sin embargo algunos partidos políticos quedaron inconformes y presentaron una acción de debida ejecutoria en la Corte Suprema de Justicia, pero esta fue rechazada y confirmando que las juntas electorales habían cumplido con la orden de la CC. En el caso de la Junta Electoral del Distrito Central hubo cambio en los votos de la corporación municipal, porque algunas actas no habían sido tomadas en cuenta en la suma total, Valor-Unionista sumó 384 votos, CREO 483 votos, Semilla-URNG-Winaq 217 votos, UNE 150 votos entre otros.